# Corrente do Golfo

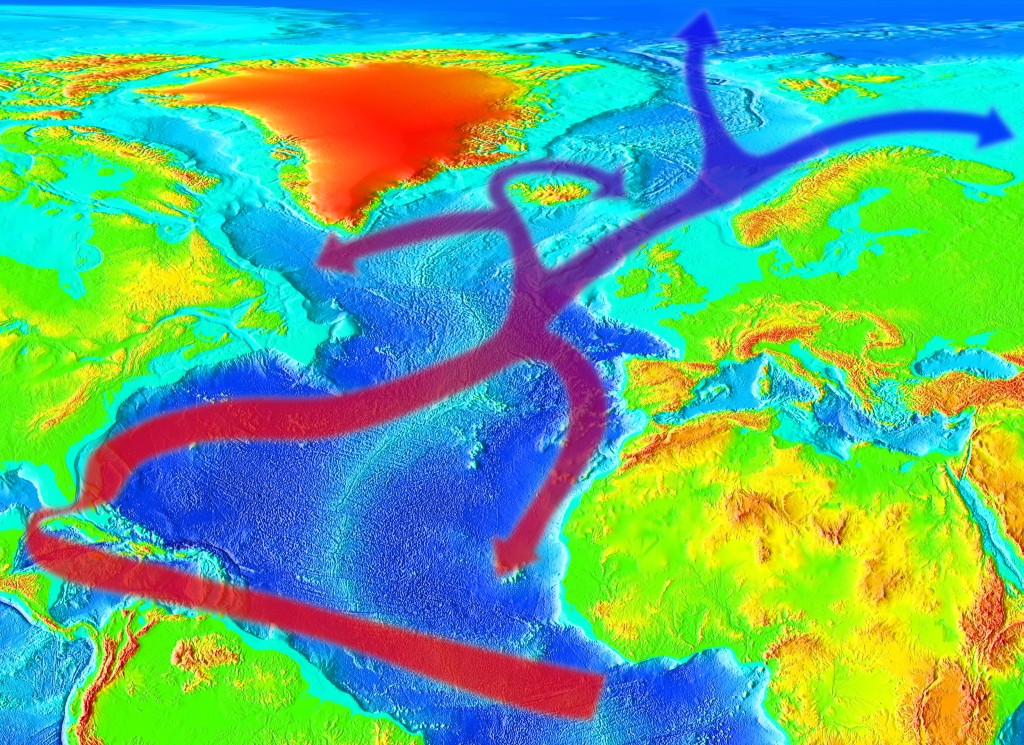
A corrente do Golfo, percurso em laranja.

A corrente do Golfo (em inglês: Gulf Stream) é uma corrente marítima potente, rápida e quente do oceano Atlântico que tem origem no Golfo do México, escapa pelo estreito da Flórida e segue a costa leste dos Estados Unidos e a sua extensão até a Europa torna os países do oeste deste continente mais quentes do que eles seriam sem essa corrente. No entanto, contrariamente ao que muita gente pensa, não parece ser a sua presença que provoca um grande diferencial de temperatura no inverno (de 15 a 20 °C) entre a América e a Europa, mas sim a diferença de direção de transporte de calor da Flórida. No início do século XVI, o navegador Ponce de León notou que seus navios são levados por uma importante e rápida corrente de água quente que vem do atual Mar das Antilhas. Mas devido à sua morte prematura, foi somente em 1777 que Benjamin Franklin realiza um primeiro estudo sobre a corrente do Golfo.

## Mecanismo

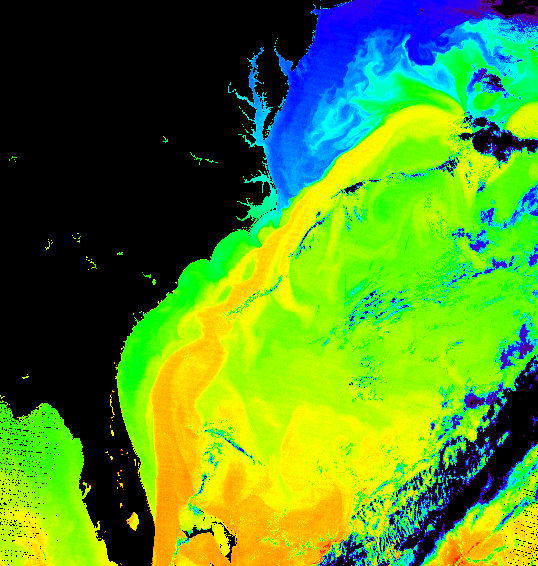
A corrente do Golfo em laranja e amarelo nessa representação da temperatura da água no oceano Atlântico. Cortesia: NASA.

Na sua origem, a corrente do Golfo é gerada sobretudo pela força dos ventos; mas a sua extensão no Atlântico Norte é fundamentalmente mantida pela circulação termoalina. Essa circulação oceânica é tão profunda que não é influenciada pela atmosfera. Na realidade, ela dá a volta na Terra lentamente, pois necessita 500 anos para retornar ao seu ponto de partida. Para simplificar, vamos nos restringir ao oceano Atlântico. Ela é composta de dois tipos de correntes oceânicas: aquelas que são bastante profundas, e aquelas que são menos profundas, ditas "de superfície".
A extensão da corrente do Golfo no Atântico Norte é uma dessas correntes oceânicas. O motor da circulação termoalina é a diferença de densidade devida à salinidade e à temperatura das águas. As águas do pólos são mais frias e menos salgadas, e as águas do equador mais quentes e mais salgadas. No Atlântico norte, a corrente do Golfo, que vai do equador em direção ao Pólo Norte, transporta o calor para toda a Europa ocidental. Chegando no Mar da Noruega, a água da corrente do Golfo, mais quente e mais salgada, encontra as águas frias e menos salgadas vindas do pólo; sendo mais densa devido à sua maior salinidade, ela desce em direção às profundezas do oceano.
É então uma corrente bem profunda que se forma. Ela se dirige ao equador, costeando a América do Norte. Chegando ao equador, as águas frias, menos salgadas e menos densas, sobem à superfície, onde se aquecem e completam o circuito da corrente do Golfo.
A corrente do Golfo é uma das mais fortes correntes marinhas conhecidas, transportando 1,4 Petawatts de potência. Movimenta-se com o fluxo impressionante de 30 milhões de metros cúbicos por segundo (m³/s). Após passar pelo Cabo Hatteras, esse fluxo aumenta para 80 milhões m³/s. O volume da corrente do Golfo ultrapassa facilmente o de todos os rios que deságuam no Atlântico combinados, o que significa um total de 0,6 milhões de m³/s.
A corrente do Golfo movimenta-se com uma velocidade relativamente elevada, velocidade média de 2 nós ou aproximadamente 3,6 km h com uma largura variando entre 100 a 200 km. A velocidade e largura tendem a aumentar ou diminuir em função dos ventos.

## Efeitos
O efeito da corrente do Golfo é suficiente para fazer com que certas regiões do oeste da Grã-Bretanha, do sudoeste da Noruega e toda a Irlanda tenham uma temperatura média de vários graus Celsius mais elevada do que outras regiões daqueles países. Assim, na Cornualha, e particularmente nas ilhas de Scilly, seus efeitos são tais que plantas associadas a climas muito mais quentes, como palmeiras, são capazes de sobreviver aos rigores do inverno setentrional. O jardim botânico de Logan, na Escócia, é beneficiado principalmente da corrente do Golfo, permitindo aos seus espécimes de Gunnera Manicata crescer a mais de 3 metros de altura.

## Estopim de novasGlaciações
Uma das possibilidades aventadas em uma teoria sobre o início de glaciações envolve a Corrente do Golfo: uma mínima elevação do nível dos oceanos (1 milímetro ou pouco mais do que isto), embora possa parecer pouco, considerando-se a área, implica um enorme volume de água. Com a elevação do nível, o volume da troca de água entre o oceano Ártico e o Atlântico norte através do estreito de Spitzbergen aumentaria consideravelmente. Com a maior quantidade de água quente indo para o Ártico (através da Corrente do Golfo) e uma maior quantidade de água fria vindo para o Atlântico norte, o resultado seria, a curto prazo, o derretimento de mais gelo do Ártico (o que realmente está ocorrendo) e o resfriamento da costa nordeste da América do Norte, afetando o clima até a Flórida, onde passariam a ocorrer resfriamentos extremos no inverno. Como consequência do efeito cascata desencadeado, poder-se-ia iniciar uma nova glaciação.

## Teoria sobre a possibilidade do resfriamento da corrente do Golfo
O efeito estufa faz com que as geleiras do Ártico derretam, mas também faz aumentar a pluviometria do Atlântico Norte. Esses dois fenômenos reunidos constituem no aumento da água doce nessa região. Se esse fenômeno for muito grande, como foi o caso no início da última Era Glacial (as geleiras derretem na América do Norte, liberando água doce que resfria as correntes marítimas e produzem um resfriamento geral do clima terrestre), então a corrente do Golfo poderia sofrer um resfriamento. Na verdade, uma grande quantidade de água doce aumentaria a diferença de salinidade da água entre o Equador e o Mar da Noruega. O local de mergulho das águas quentes e salgadas se localizaria na altura dos Açores e a corrente do Golfo se contraria sobre si mesma, não indo além dos Açores.
Essa mudança climática seria bastante rápida: Em alguns anos, a temperatura de toda a Europa Ocidental (de Portugal à Finlândia) baixaria de 5 ºC. Quando se sabe que as temperaturas médias baixam de 1 ºC a cada 500 km de latitude, o clima em Madrid seria semelhante ao clima de Oslo. Mas essa baixa de temperatura seria mais marcante no inverno do que no verão, pois a corrente marítima traria diretamente sobre a Europa o clima semelhante ao norte do Canadá e Alasca. A cidade de Bordéus, que está à mesma latitude que Montréal, poderia ter regularmente temperaturas de -25 °C durante o inverno. Isso significaria a chegada brutal de uma glaciação na Europa ocidental, com uma extensão das geleiras. Mas, na realidade, não seria uma glaciação, pois em todo o resto do planeta o efeito estufa continuaria a aumentar as temperaturas, derreter as geleiras e fazer o nível dos oceanos aumentar. O que aconteceria na Europa Ocidental seria bastante concentrado: As geleiras se estenderiam, enquanto que no resto da Terra elas derreteriam. Por isso o nível dos oceanos continuaria a subir, com exceção do Atlântico Norte. 
Segundo climatologistas da ciência e do meio ambiente, em 2040, devido ao excesso de água doce que estará dissolvendo o Oceano Atlântico na altura do Canadá (região Subpolar), a corrente do Golfo se "desligará" e criando um desastre climático.
Além disso cientistas chineses nos Estados Unidos concluíram que esse mecanismo extremamente importante no planeta vai deixar de existir com o aumento da temperatura média do planeta, porém não de forma tão rápida como pensavam, já que essa desaceleração levaria séculos e não anos ou décadas.